# (6) Hebe
(6) Hebe – szósta w kolejności odkrycia planetoida z pasa planetoid pomiędzy orbitami Marsa i Jowisza.

## Odkrycie i nazwa
(6) Hebe została odkryta przez pruskiego astronoma amatora Karla Ludwiga Henckego w dniu 1 lipca 1847 roku w Drezdenku.
Nazwa planetoidy pochodzi od bogini młodości Hebe z mitologii greckiej. Nazwę zaproponował Carl Friedrich Gauss.

## Orbita
Orbita planetoidy (6) Hebe jest nachylona pod kątem 14,73° do ekliptyki, a jej mimośród wynosi 0,20. Ciało to krąży w średniej odległości 2,43 au wokół Słońca. Peryhelium orbity znajduje się 1,93 au, a aphelium 2,92 au od Słońca. Na jeden obieg Słońca planetoida ta potrzebuje 3 lat i 284 dni.

## Właściwości fizyczne
Jest to ciało, którego wielkość wynosi 205×185×170 km, jest to więc obiekt o nieregularnym kształcie. Albedo Hebe wynosi 0,268, a jej absolutna wielkość gwiazdowa sięga natomiast 5,71m. Okres obrotu tego ciała określa się na 7 godzin i 16 minut, oś obrotu nachylona jest do płaszczyzny orbity planetoidy pod kątem 42°. Hebe składa się w dużej części ze skał krzemianowych i kompozytów żelazowo-niklowych.
Planetoida ta jest najprawdopodobniej źródłem pochodzenia meteorytów zwanych chondrytami typu H, których przykładem może być meteoryt Pułtusk.

## Możliwy księżyc Hebe
5 marca 1977 Hebe zasłoniła gwiazdę Gamma Ceti (jasność 3m). Podczas obserwacji tego zjawiska Paul Maley znajdujący się o kilkaset kilometrów od głównego pasa zakrycia i śledzący bliską koniunkcję planetoidy z gwiazdą zauważył dodatkowe półsekundowe zakrycie tej gwiazdy, co – zdaniem obserwatorów – świadczyło o posiadaniu przez planetoidę księżyca. Według tej obserwacji obiekt miałby około 20 km średnicy i w momencie zakrycia znajdował się mniej więcej 900 km od planetoidy. Nazwano go roboczo „Jebe”. Nie udało się jednak potwierdzić istnienia tego satelity.